# Chris Stockton
Christopher „Chris” Stockton (ur. 5 kwietnia 1969 roku w Shorowsbury) – brytyjski kierowca wyścigowy.

## Kariera
Stockton rozpoczął karierę w międzynarodowych wyścigach samochodowych w 2004 roku od startów w American Le Mans Series oraz w Le Mans Endurance Series, gdzie jednak nie zdobywał punktów. W tym samym roku w klasie GT 24-godzinnego wyścigu Le Mans był ósmy. W późniejszych latach Brytyjczyk pojawiał się także w stawce British Touring Car Championship, Zing Trofeo Abarth 500 GB, GT4 European Cup oraz HDI-Gerling Dutch GT Championship.

## Wyniki w 24h Le Mans
| Rok  | Zespół                         | Partnerzy                  | Samochód         | Klasa | Okr. | Poz. | Klasa Pos. |
| ---- | ------------------------------ | -------------------------- | ---------------- | ----- | ---- | ---- | ---------- |
| 2004 | Chamberlain-Synergy Motorsport | Bob Berridge Michael Caine | TVR Tuscan T400R | GT    | 300  | 21   | 8          |